# Tethystola cincta
Tethystola cincta är en skalbaggsart som beskrevs av Martins och Maria Helena M. Galileo 2008. Tethystola cincta ingår i släktet Tethystola och familjen långhorningar. Inga underarter finns listade i Catalogue of Life.